# Albert Owens
Albert Owens (ur. 2 sierpnia 1996 w Cedar Hill) – amerykański koszykarz, występujący na pozycji środkowego.
Opuszczając uczelnię zgromadził na swoim koncie 1318 punktów, 534 zbiórki oraz 159 bloków (3. miejsce w historii uczelni).
6 sierpnia 2018 został zawodnikiem Spójni Stargard. Został zwolniony 30 października.

## Osiągnięcia
Stan na 1 września 2018, na podstawie, o ile nie zaznaczono inaczej.
NCAA
- Najlepszy rezerwowy Ligi Summit (2018)
- Zaliczony do:
  - I składu:
    - All-Academic Summit League (2017)
    - turnieju Men Against Breast Cancer Class (2015)
    - D1-AAA Scholar-Athlete Team (2018)

  - składu All-Summit League honorable mention (2017)
- Lider Ligi Summit w liczbie (47) i średniej bloków (1,5 – 2016)